# آدریو
آدریو (به فرانسوی: Audrieu) یک کمون در فرانسه است که در canton of Tilly-sur-Seulles واقع شده‌است. آدریو ۱۱٫۳۱ کیلومتر مربع مساحت دارد ۴۵ متر بالاتر از سطح دریا واقع شده‌است.